# Али Муртопо
Али Муртопо (индон. Ali Moertopo; 23 сентября 1924, Блора — 15 мая 1984, Джакарта) — индонезийский генерал, видный военный и государственный деятель, один из ближайших сподвижников Сухарто. Участник войны за независимость, подавления путча 30 сентября 1965, разгрома КПИ и свержения Сукарно. Возглавлял военную разведку, армейское управление специальных операций и информационную службу. Курировал политические проекты режима, считался «архитектором Нового порядка». Один из основателей Центра стратегических и международных исследований. В 1978—1983 — министр информации Индонезии. Стоял на позициях светского национализма, антикоммунизма и антиисламизма.

## Военный
Родился в мусульманской семье из Центральной Яве. Со школьных лет мечтал стать военным. Был убеждённым светским националистом, сторонником индонезийской независимости. Поэтому во время японской оккупации дистанцировался от создаваемых японцами вооружённых формирований.
В августе 1945 года вступил в Агентство народной безопасности — первую силовую структуру независимой Индонезии, созданную сторонниками Сукарно. Получил военное образование в офицерском училище Бандунга.
Участвовал в войне за независимость, командовал батальоном в бригаде Ахмада Яни. В 1952 участвовал в подавлении исламистского восстания. В 1959 подавлял мятеж PRRI на Суматре. В 1961—1962 как руководитель специальных операций участвовал в присоединении Западного Ириана.
С 1956 года Али Муртопо был связан тесным сотрудничеством с полковником, затем генералом Сухарто. Активно поддержал кандидатуру Сухарто на командование IV военным округом (Центральная Ява и Джокьякарта). Заняв этот пост, Сухарто назначил Али Муртопо начальником военной разведки округа. Али Муртопо принадлежал к ключевым фигурам группы Сухарто в командовании национальной армии.
С 1959 Али Муртопо вместе с Сухарто служил под началом генерала Абудла Хариса Насутиона. Затем стал заместителем Сухарто по вопросам разведки в командовании армейским стратегическим резервом KOSTRAD.

## Политик

### Против компартии и Сукарно
Али Муртопо придерживался правых националистических взглядов и принципов Панча Сила. Был также убеждённым антикоммунистом, поддерживал организацию Юность Панча Сила, учреждённую генералом Насутионом для противостояния Компартии Индонезии (КПИ). Это отразилось во время индонезийско-малайзийского конфликта 1963, когда Али Муртопо был среди военачальников, постаравшихся спустить на тормозах военное противостояние. Несмотря на мусульманское происхождение, стоял также на антиисламистских позициях.
30 сентября 1965 года прокоммунистическая группировка Унтунга совершила попытку государственного переворота. Путч был подавлен войсками под командованием Сухарто, Насутиона и Сарво Эдди. С 1 октября 1965 Али Муртопо состоял в личном штабе Сухарто и принимал активное участие в разгроме и уничтожении КПИ.
В начале 1966 года армейское командование поддержало Три народных требования (TRITURA) и молодёжные выступления против президента Сукарно. Али Муртопо обеспечивал оперативное прикрытие антисукарновских демонстраций КАМИ—КАППИ. В марте 1966 года Сукарно был отстранён от власти. Функции главы государства перешли к Сухарто.

### «Архитектор Нового порядка»
Али Муртопо являлся ближайшим военно-политическим сотрудником Сухарто. Он возглавлял группу президентских советников Aspri и ключевую военную спецслужбу — управление специальных операций Opsus. В 1969—1974 был заместителем начальника, в 1974—1978 — начальником Государственного разведывательного агентства (BAKIN, ныне — BIN). Имел воинское звание генерал-лейтенанта. Именно Али Муртопо был главным разработчиком политической системы «Нового порядка».
После устранения коммунистической опасности главным противником режима Али Муртопо считал политический ислам — несмотря на то, что мусульманские организации сыграли важную роль в разгроме КПИ. Он предпочитал сотрудничество с католическими кругами, прежде всего с организацией KASBUL патера-иезуита Йоопа Бека и со студенческим союзом PMKRI.
При активном участии военной разведки и персонально Али Муртопо был создан центр CSIS. Эта структура под руководством католических активистов Юсуфа Вананди и Гарри Тян Силалахи являлась главным «мозговым центром» индонезийской политики в первый период правления Сухарто. Свою программу экономической и социальной модернизации Али Муртопо изложил в 1973 через систему CSIS.
Тесно сотрудничал Али Муртопо с «Юностью Панча Сила» и её лидерами — преманскими авторитетами Эффенди Насутионом, Джапто Сурджосумарно и другими. Для противодействия исламизму Али Муртопо создал организацию GUPPI (Объединённые усилия по обновлению исламского образования). Кадры GUPPI комплектовались из активистов модернистского толка бывшей партии Машуми.
В начале 1970-х Али Муртопо осуществил реформирование партийно-политической системы. По его инициативе и по рекомендации патера Бека был учреждён Голкар — корпоративистская опора режима. Али Муртопо организовал объединение мусульманских организаций в Партию единства и развития, светских националистических — в Демократическую партию Индонезии. Тем самым была создана лояльная оппозиция, включённая в систему «Нового порядка». Али Муртопо контролировал проведение парламентских выборов и обеспечение доминирования Голкара.
Опыт разведывательных спецопераций был использован в политических проектах. Али Муртопо приписывается организация оставшихся в живых коммунистических активистов и избирателей КПИ для голосования за Голкар в противовес мусульманам. В то же время под контролем подачи Али Муртопо создавались джихадистские группировки для борьбы с прокитайским и провьетнамским подпольем. Существуют версии о закулисной причастности Али Муртопо к организации массовых беспорядков и терактов — с целью выявления антиправительственных групп.
Деятельность Али Муртопо политически укрепляла режим Сухарто и способствовала его устойчивости. Его называли «архитектором Нового порядка».

### Конфликт с Сумитро
Партнёром и одновременно соперником Али Муртопо был генерал Сумитро — в 1971—1974 начальник тайной полиции Kopkamtib (Оперативная команда по восстановлению безопасности и порядка). Как и Али Муртопо, Сумитро прилагал усилия к укреплению «Нового порядка», жёстко подавлял радикальную оппозицию. В то же время Сумитро был против прямого и открытого участия военных в государственной политике, был сторонником контролируемой либерализации и в определённой степени симпатизировал студенческому протестному движению.
В январе 1974 года в Джакарте произошли столкновения в связи с визитом в Индонезию премьер-министра Японии Какуэя Танаки. Многие студенты-антикоммунисты, в том числе ветераны КАМИ, участники событий 1965—1966, протестовали против японской экономической экспансии, роста цен и коррупции режима Сухарто. Против них была брошена полиция. Существует версия, что агенты Али Муртопо целенаправленно усиливали беспорядки — поскольку за правопорядок и безопасность в Джакарте отвечал Сумитро. Вскоре после инцидента Сумитро был отправлен в отставку.
Однако Сухарто предотвратил резкое усиление Али Муртопо. Сразу после отставки Сумитро президент распустил Aspri.

### В оккупации Восточного Тимора
В 1974—1975 Али Муртопо руководил процессом индонезийской аннексии Восточного Тимора. Сразу после Португальской революции индонезийская военная разведка инициировала создание Тиморской народной демократической ассоциации (АПОДЕТИ), которая выступила за присоединение к Индонезии. Али Муртопо лично посетил Восточный Тимор под видом коммерсанта, чтобы организовать проиндонезийское движение.
В качестве спецпредставителя Сухарто он посетил Лиссабон. Предупредил, что Индонезия не потерпит создания в Восточном Тиморе государства под властью прокоммунистического движения ФРЕТИЛИН.
Однако АПОДЕТИ не пользовалась популярностью в массах. Организовать присоединения Восточного Тимора «по воле самих тиморцев» не удалось. Результатом стало открытое вторжение и оккупация Восточного Тимора индонезийскими войсками.

### Министр и советник
29 марта 1978 года президент Сухарто назначил Али Муртопо министром информации Индонезии. На этом посту Али Муртопо оставался в течение пяти лет. В этот период контактировал с профессором Корнеллского университета Бенедиктом Андерсоном, исследователем событий 1965—1966, пытался документально убедить его в справедливости оценок правительства Сухарто.
19 марта 1983 Али Муртопо ушёл в отставку с министерского поста из-за обострившихся проблем со здоровьем. Около года занимал пост заместителя председателя Высшего консультативного совета при президенте Индонезии. Активно сотрудничал с ветеранами движения TRITURA — Хусни Тамрином, Космасом Батубарой, Абдулом Гафуром и другими. Пропагандировал традицию TRITURA, работал над увековечиванием памяти событий 1965—1966.

## Кончина
Али Муртопо перенёс четыре сердечных приступа. Скончался от болезни сердца в возрасте 59 лет. Смерть наступила в рабочем кабинете, вскоре после деловых переговоров с дипломатическими представителями Таиланда и Южной Кореи.

## Личность
Али Муртопо отличался выдающимися ораторскими способностями. С юности участвовал в политических дискуссиях, обладал признанным даром убеждения. В характере Али Муртопо присутствовали выраженные черты трудоголизма.
При «Новом порядке» Али Муртопо считался выдающимся интеллектуалом.
Мусульманин по происхождению, Али Муртопо был столь враждебен политическому исламу, что мусульманские активисты считали его «врагом ислама» и «католическим агентом». Сам он не старался этого опровергать.
В мировоззрении Али Муртопо важную роль играла приверженность традиционным яванским культам и поклонение духам предков. В своём доме он держал амулеты в виде костей бабируссы — что вызывало недовольство коллег-мусульман.
Али Муртопо был заядлым курильщиком и кофеманом. Привычка работать по ночам в табачном дыму за крепким кофе подорвала его здоровье и способствовала преждевременной кончине.